# Orchard (Nebraska)
Orchard je selo u američkoj saveznoj državi Nebraska. Prema popisu stanovništva iz 2010. u njemu je živjelo 379 stanovnika.